# Stradivarius (etichetta discografica)
La Stradivarius è un'etichetta discografica italiana che produce album musicali di musica classica.

## Storia
Sin dalla nascita, l'etichetta si è specializzata nella produzione di musica antica (musica medievale, rinascimentale e barocca) inserendosi in una nicchia di mercato che non aveva, almeno in Italia, una larga concorrenza. In questa collana discografica, chiamata "Dulcimer", vengono presentate non solo incisioni di musicisti già famosi sul panorama musicale internazionale, ma vengono lanciati anche giovani artisti perlopiù italiani. Nel giro di pochi anni questa casa discografica si è guadagnata una certa notorietà internazionale ed oggi i suoi album vengono distribuiti in tutto il mondo .
Successivamente la Stradivarius ha lanciato una seconda collana editoriale, la "Times Future", che raccoglie cd di compositori di musica contemporanea, ta i quali figurano Franco Donatoni, Salvatore Sciarrino, Bruno Maderna, Luigi Dallapiccola, Goffredo Petrassi, Niccolò Castiglioni, Luis de Pablo, Franco Margola.
Nel catalogo sono presenti anche rare registrazioni del pianista Sviatoslav Richter e l'integrale delle sonate per clavicembalo di Domenico Scarlatti.
Nato a Cologno Monzese in via Stradivari, attualmente ha la sede in via Sormani, 18.
A Milano ha gestito un negozio in Corso Buenos Aires, angolo via Caretta.

## Gli artisti prodotti
Fra gli artisti più rappresentativi da essa prodotti, e premiati dalla critica, si possono ricordare:
- René Clemencic, con il Clemencic Consort
- Marco Longhini, con l'ensemble Delitiae Musicae
- Giuseppe Maletto, con l'ensemble Cantica Symphonia
- Alberto Rasi, con l'Accademia Strumentale Italiana
- Ottavio Dantone
- Paul Beier
- Oscar Ghiglia
- Jean Pierre Dupuy